# Hieronymus van Alphen Prijs
De Hieronymus van Alphen Prijs is een prijs van de Stichting Geschiedenis Kinder- en Jeugdliteratuur. De prijs is genoemd naar schrijver Hieronymus van Alphen, de eerste Nederlandse schrijver die speciaal voor kinderen schreef. Het is een prijs voor mensen die veel aan beheer, voorlichting, onderzoek en publicaties over de geschiedenis van de Nederlandstalige kinder- en jeugdliteratuur doen. De prijs bestaat uit en beeldje en een oorkonde. De prijs werd sinds 2008 eens in de twee jaar uitgereikt. In 2024 is de prijs voor de laatste keer uitgereikt.

## Prijswinnaars

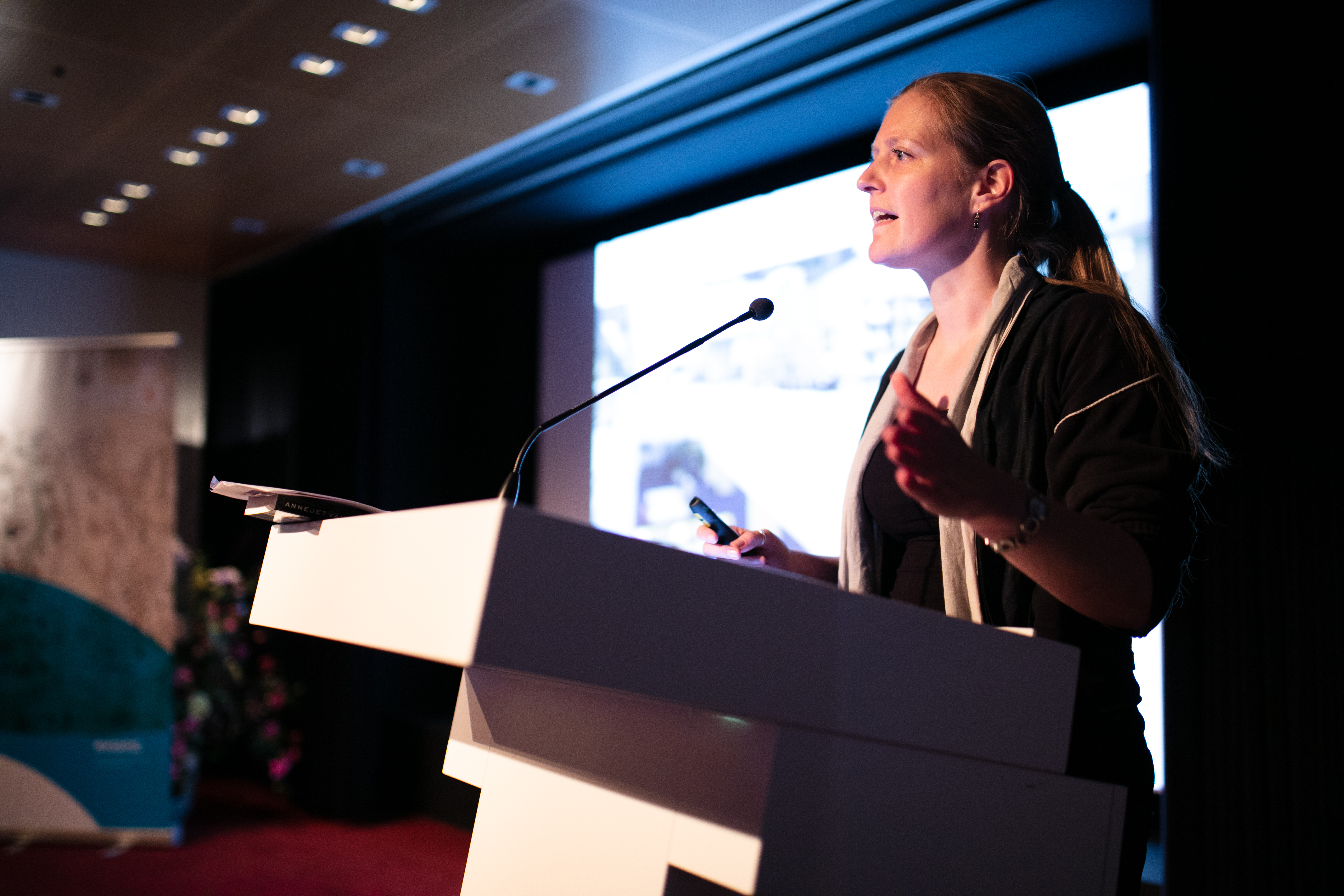
Karin Vingerhoets, winnaar in 2024

- 2024 - Karin Vingerhoets, collectiespecialist Kinderboeken van de KB, nationale bibliotheek[1]
- 2023 - Jacques Dane, hoofd onderzoek en conservator van het Nationaal Onderwijsmuseum
- 2021 - Aernout Borms, verzamelaar van diverse genres op het gebied van oude kinderboeken
- 2019 - Helma van Lierop-Debrauwer, universitair docent, onderzoeker en auteur van publicaties op het gebied van jeugdliteratuur waaronder Een land van waan en wijs
- 2017 - Joke Linders-Nouwens, onderzoeker jeugdliteratuur, auteur en redactielid van jeugdliteraire naslagwerken
- 2015 - Rita Ghesquiere, literatuurwetenschapper
- 2013 - Anne de Vries, pionier op het gebied van de collectievorming van kinder-en jeugdboeken
- 2010 - Frits Booy, inzet Stichting Kinder- en Jeugdliteratuur, Genootschap Bibliofielen en de Boekhistorische Vereniging
- 2008 - Theo Gielen, werk, studie en publicaties
- 2007 - Jant van der Weg-Laverman, inzet voor Friese jeugdliteratuur
- 2006 - Janneke van der Veer, redacteur "Boekenpost"
- 2005 - Lin en Piet Buijnsters, publicatie Bibliografie van Nederlandse school- en kinderboeken 1700-1800 (BNK) en Lust en Leering, Geschiedenis van het Nederlandse Kinderboek in de negentiende eeuw
- 2004 - Frits Huiskamp, standaardwerk Naar de vatbaarheid der jeugd, Nederlandstalige kinder- en jeugdboeken 1800-1840
- 2003 - John Landwehr, bibliografieën van in Nederland gedrukte fabelboeken
- 2002 - Jeannette Kok, documenteren, verklaren en uitdragen van de geschiedenis van het kinder- en jeugdboek
- 2001 - Toin Duijx, oprichting van het Landelijk Platform kinder- en jeugdliteratuur en de Werkgroep Geschiedenis Kinder- en jeugdliteratuur
- 2000 - Netty van Rotterdam, voorzitterschap Nederlandse Kinder- en Jeugdliteratuur